# Província de Sumi
La província de Sumi (en ucraïnès: Сумська́ о́бласть, transcrit al català: Sumskà óblast o, indicant el signe suau o feble: Sums'kà óblast’; forma curta: Сумщина, Súmsxyna o Súmxtxyna) és una óblast (província) d'Ucraïna que forma part de la regió històrica de "Slobidska Ukraïna" o Slobojànsxyna (Слобідська Україна o Слобожанщина), i també de les regions històriques de Políssia i "Ucraïna de la riba esquerra" (Лівобере́жна Украї́на, Livoberejna Ukraïna). La capital és Sumi (Суми).
Es troba a l'extrem nord-est del país. Al nord i est limita amb l'óblast Rússia de Briansk (en rus: Брянская область; en ucraïnès: Брянська область), a l'est amb les óblasts russes de Kursk (en rus: Курская область; en ucraïnès: Курська область) i de Bièlgorod (en rus: Белгородская область, Bielgoródskaia óblast; en ucraïnès: Білгородська область, Bilhorodska óblast, també Бєлгородська область, Bielhorodska óblast). Al sud, limita amb les óblasts ucraïneses de Khàrkiv (Харківська область) i de Poltava (Полтавська область), i a l'est, amb la de Txerníhiv (Чернігівська область).
Per millor situar l'óblast, vegeu aquest mapa d'Ucraïna que mostra les divisions administratives i països veïns de forma molt clara (en anglès).

## Geografia física

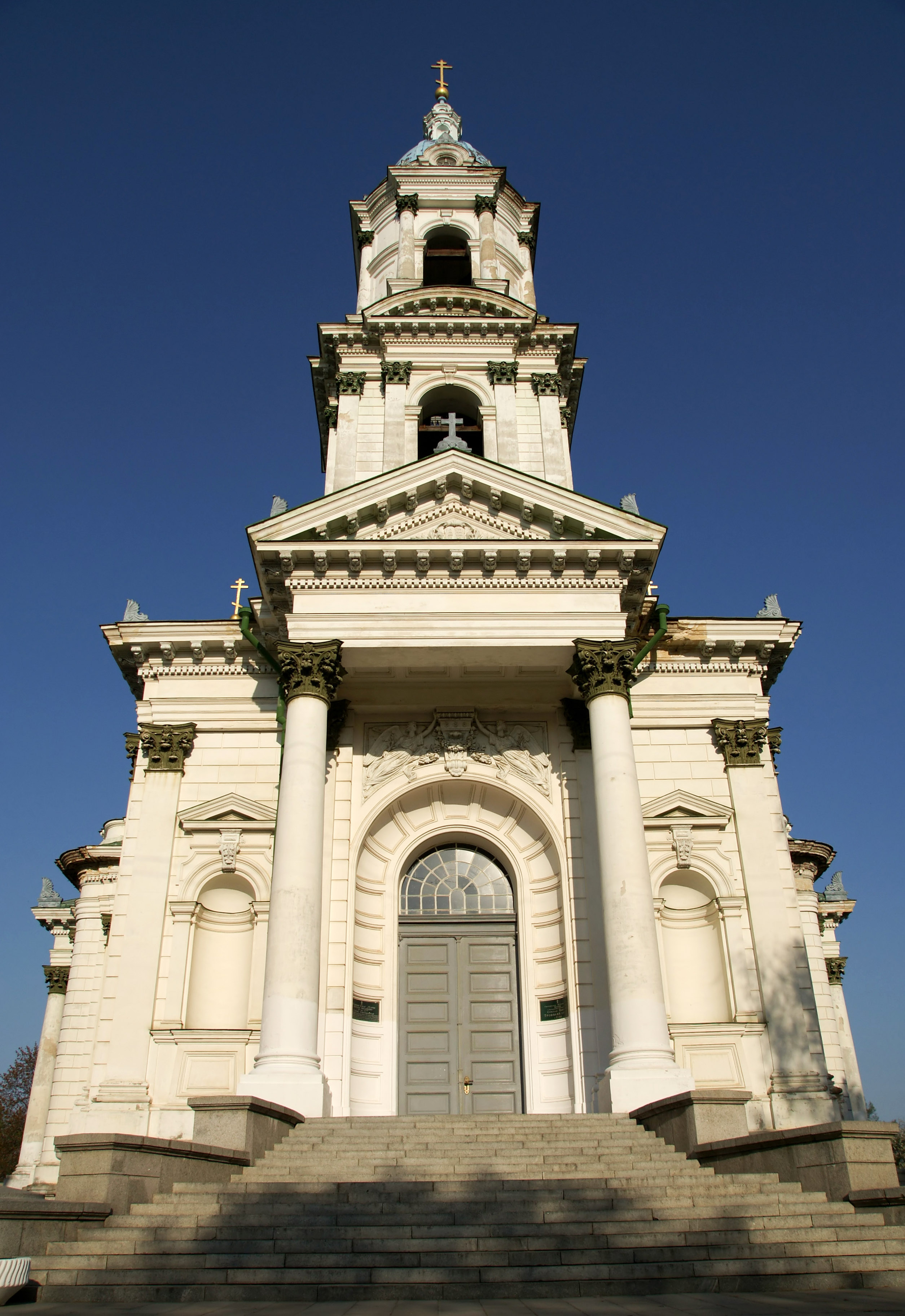
Catedral de la Trinitat, a Sumi

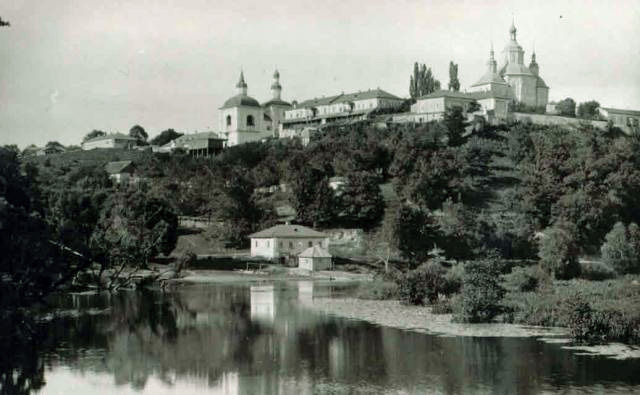
Hlúkhiv a principis de. A primer pla, el riu Ésman.

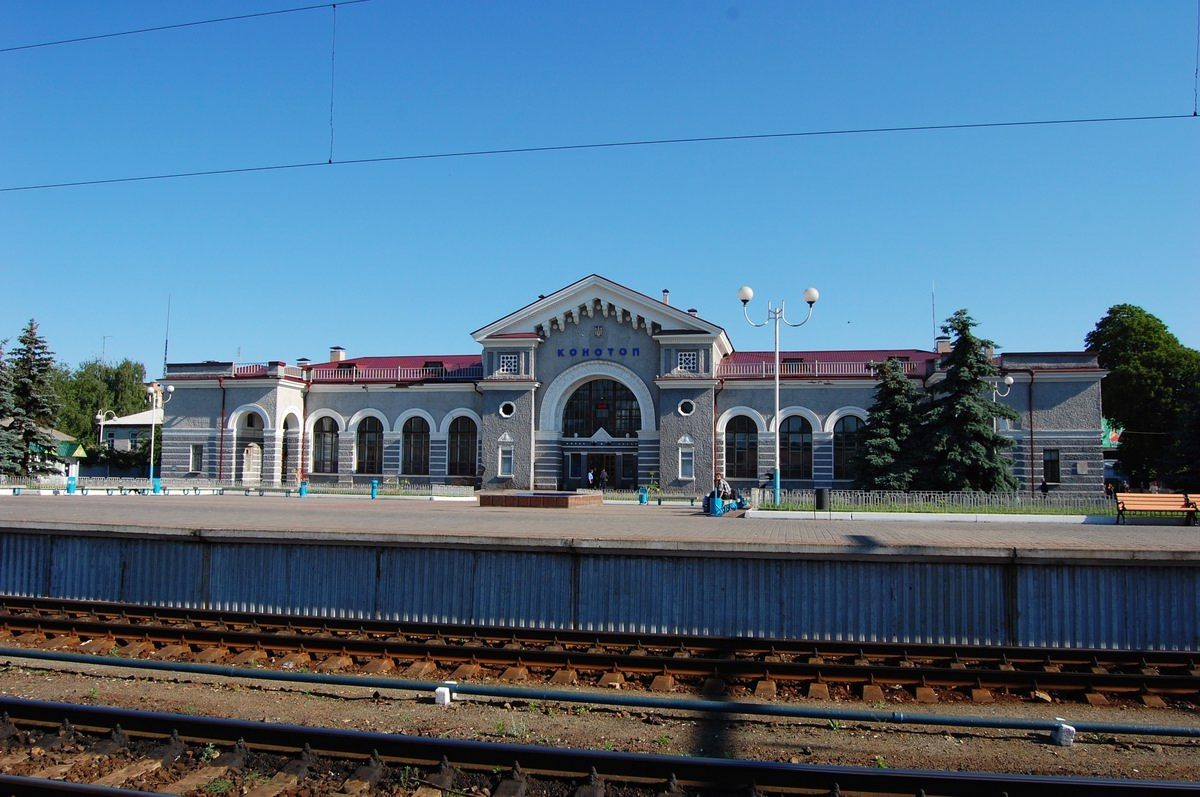
Estació de tren de Konotop.

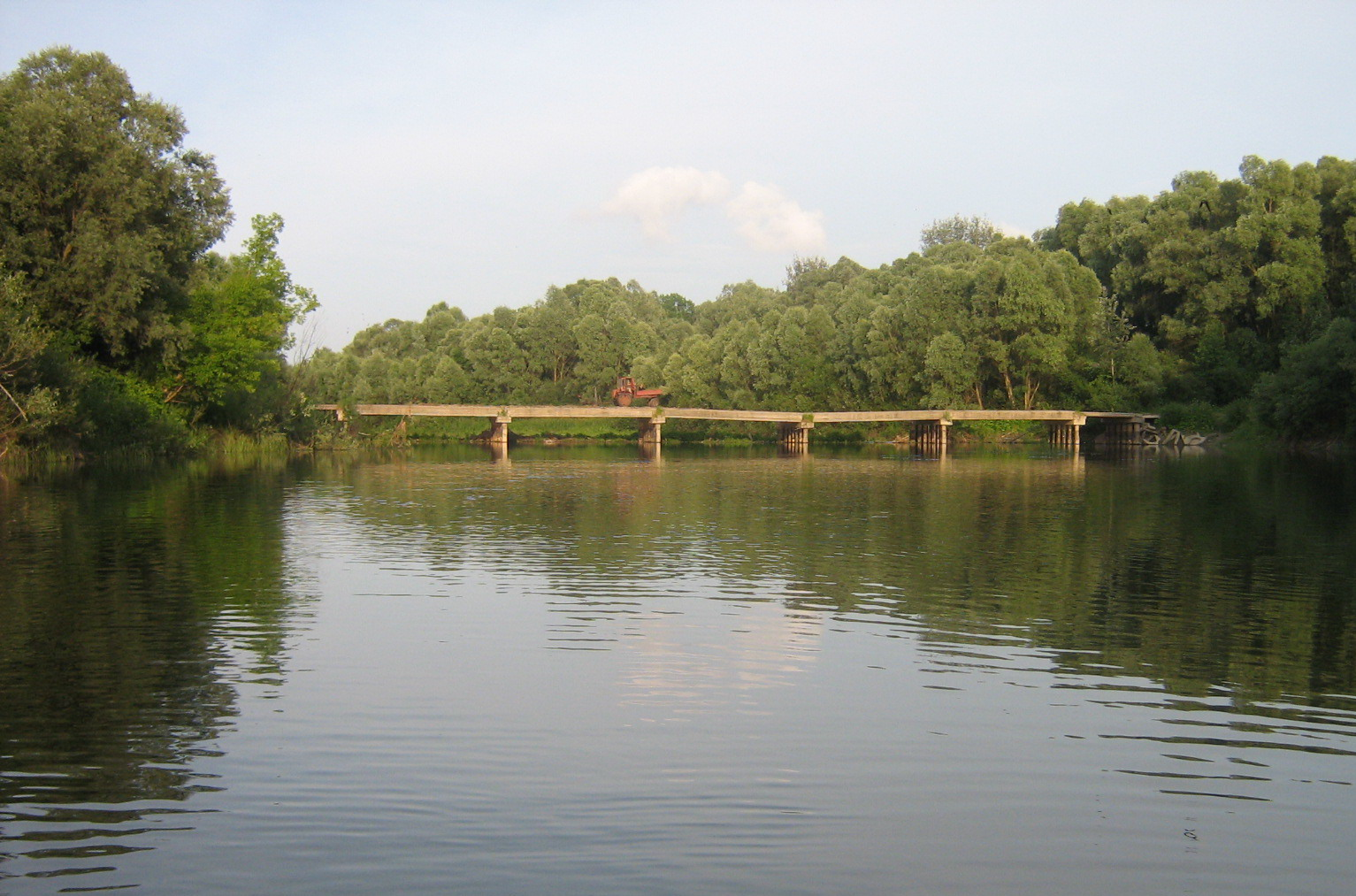
Pont sobre el riu Seim al poble de Jyxký (Хижки́).

### Relleu
Una part de l'óblast de Sumi consisteix en plana i plana ondulada que conforma un sector de la "depressió de la Conca del Dnipró" o "terres baixes del Prednipró" (Придніпровська низовина, Prydniprovska nyzovynà), mentre que l'altra part la conformen els pujols de la "terra alta de Rússia central" (Середньоруська височина, Serednoruska vyssotxynà), regió geogràfica que comparteix amb altres óblasts d'Ucraïna i de Rússia.

### Hidrografia
Els rius de l'óblast formen part de la conca del Dnipró (Дніпро) i són principalment tributaris d'aquest. Els més importants són el Desnà (Десна), el Seim (Сейм), el Sulà (Сула), el Psel (Псел) i el Vorskla (Ворскла). A les valls dels rius es troben molts llacs i aiguamolls. L'óblast també compta amb un gran nombre d'embassaments.

### Parcs naturals
L'óblast de Sumi compta amb dos parcs nacionals i un nombre d'altres reserves naturals.
Els parcs nacionals:
- Parc natural nacional del Desnà-Starà Huta[4](Деснянсько-Старогутський національний природний парк, Desniansko-Starohutskyi natsionalnyi pryrodnyi park) és un parc natural amb dos sectors que comprenen planes d'inundació del riu Desnà i els seus tributaris, i una secció important dels boscs de Starà Huta (Старогутські ліси́, Starohutski lissý), entorn del poble homònim (Стара Гута), amb nombrosos aiguamolls i prats. Els boscs de Starà Huta formen la part oriental d'un sistema de boscs anomenats de Briansk a Rússia. Hi ha un projecte per fer una reserva de la biosfera parc natural també a la banda russa, així creant una reserva de la biosfera transfronterera dels boscs de Starà Huta i Briansk («Старогутські і Брянські ліси», Starohutski i Brianski lissý). La superfície del parc consisteix en 53% de boscs, 33% de prats, més de 4% d'aiguamolls, 2% d'altres masses d'aigua i la resta del territori (un 8%) és format per espais d'activitats econòmiques. Vegeu informació sobre el parc (en ucraïnès) i bones fotos a la plana d'"Ucraïna incògnita".

- Parc natural nacional del Hetman (Гетьманський національний природний парк), comprèn una àrea de l'estepa boscosa (zona d'estepa amb boscs) de la Ucraïna de la riba esquerra (Лівобережний лісостеп, Livoberejnyi lissostep). Es troba prop del poble de Hrun (Грунь), al raion d'Okhtyrka.[5]

Altres reserves naturals:
- Reserva natural de [l'estepa de] Mykhailivska tsilyna (Природний заповідник «Михайлівська цілина», Pryrodnyi zàpovidnyk "Mykhailivska tsilyna", literalment "territori verge de Mykhailivka"), fou un dels sectors de la Reserva natural de les estepes d'Ucraïna (Український державний степовий заповідник), aquest declarat reserva el 1928. El 2009 fou declarada reserva independent i ampliada de 202 a 882,9 hectàrees.
- Altres

## Política i govern

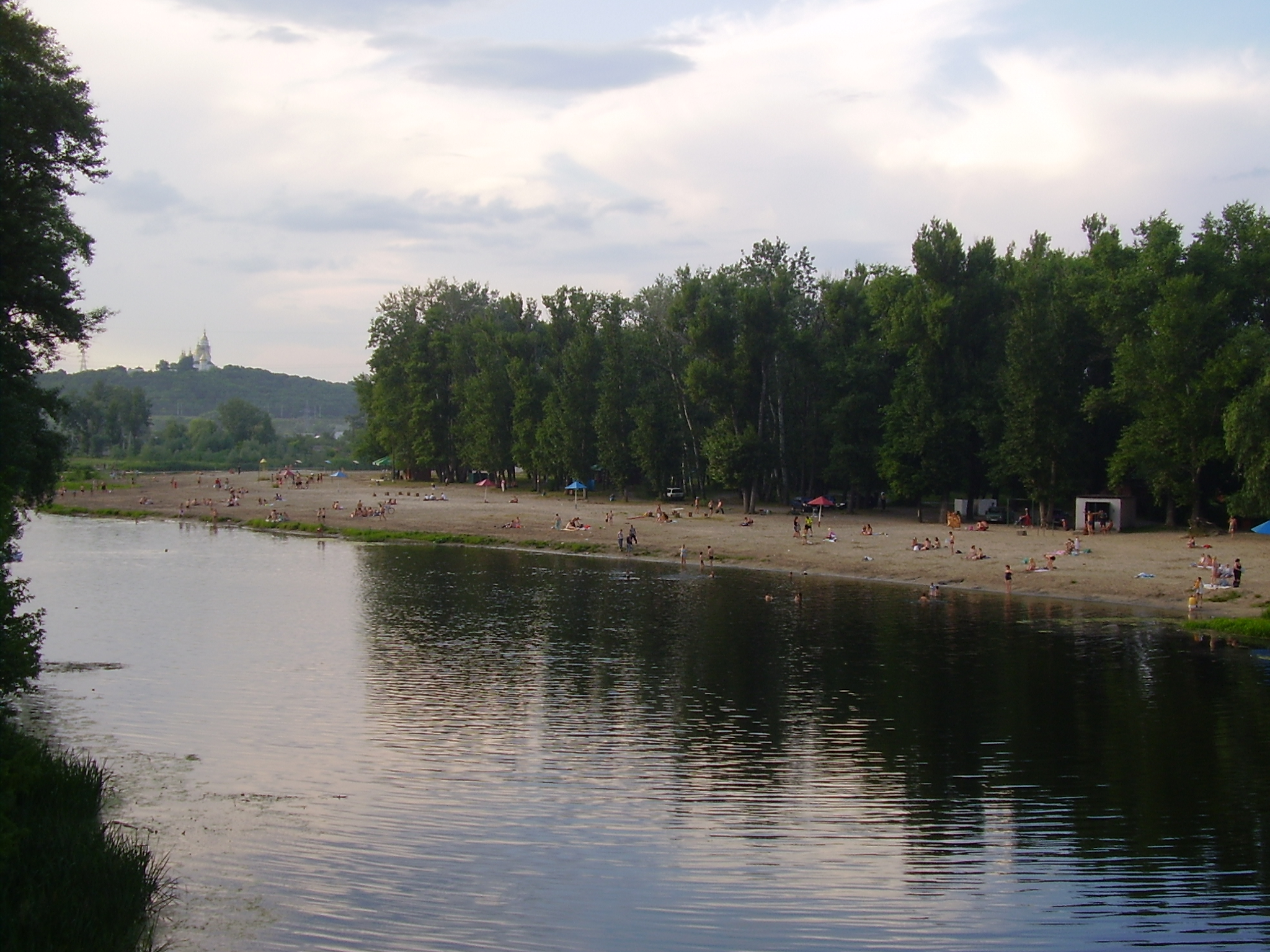
El Vorskla al seu pas per Poltava.

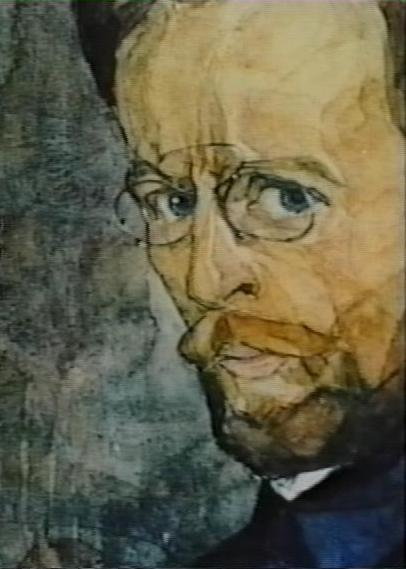
"Autoretrat" (1911) d'un dels pintors destacats de l'avantguarda ucraïnesa, Oleksandr Bohomàzov.

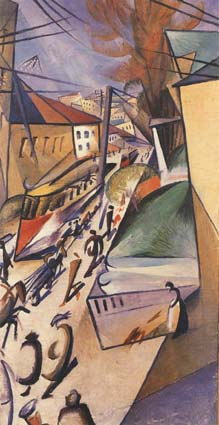
Tramvia (1914), d'Oleksandr Bohomàzov.

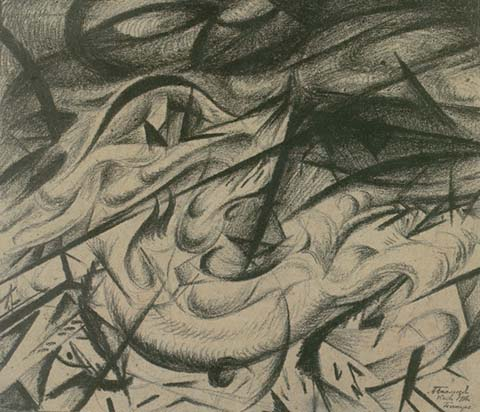
Incendi a Kíev (1916), d'Oleksandr Bohomàzov. Museu nacional d'art d'Ucraïna.

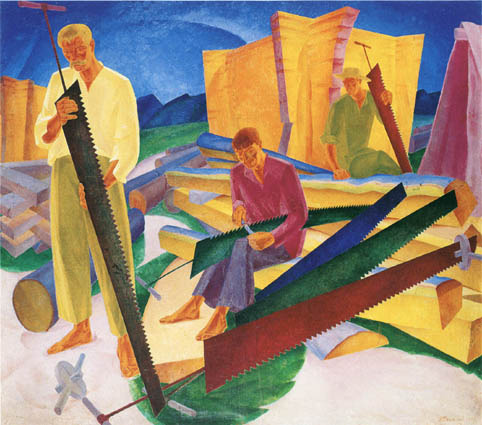
"Afilant les serres" (1927), d'Oleksandr Bohomàzov.

### Divisions administratives
L'óblast de Sumi està dividida en 18 raions (sing. район, raion, pl. райо́ни, raion·y, subdivisió administrativa similar a les nostres comarques) i 7 ciutats que no depenen d'un raion sinó directament de l'óblast. Aquestes últimes són les ciutats de: 
Hlúkhiv (Глу́хів), Konotop, tb. Konotip (Коното́п, també Конотіп), Lebedyn (Лебеди́н), Okhtyrka (Охти́рка), Romný (Ромни́), Xostka (Шо́стка) i la capital, Sumi (Су́ми).
L'óblast té un total de 1.504 punts poblats:
- 15 ciutats (sing: мі́сто, misto, plural: мі́ста, mista), 8 de les quals depenen d'un raion;
- 20 viles o "assentaments de tipus urbà" - SMTs (un смт, smt, се́лище місько́го ти́пу, sélysxe miskoho typu, és un municipi amb estatus de vila, és a dir, entre el d'un poble i una ciutat);
- 1.434 pobles (село́, seló); i...
- 57 llogarrets (се́лище, sélysxe, tot sol).

### Principals viles i ciutats
Ciutats:
- Buryn o Buryny (Бури́нь)
- Bilopíl·lia (Білопі́лля)
- Vorojba (Воро́жба)
- Hlúkhiv (Глу́хів)
- Drujba (Дру́жба, fins a finals de 1962: Хутір-Михайлівський)
- Konotop, tb. Konotip (Коното́п, també Конотіп)
- Krolevets (Кролеве́ць)
- Lebedyn (Лебеди́н)
- Okhtyrka (Охти́рка)
- Putyvl (Пути́вль)
- Romný (Ромни́)
- Serédyna-Buda (Сере́дина-Бу́да)
- Sumi (Су́ми), la capital de l'óblast.
- Trostianets (Тростяне́ць)
- Xostka (Шо́стка)

Viles ("assentaments de tipus urbà": се́лище місько́го ти́пу, sélysxe miskoho typu, o смт, SMT)
- Velyka Pyssàrivka (Вели́ка Пи́сарівка)
- Vorònij (Воро́ніж)
- Duboviàzivka (Дубов'язівка)
- Jovtneve (Жовтне́ве)
- Znob-Nòvhorodske (Зноб-Но́вгородське)
- Kýrykivka o Kyrýkivka (Ки́риківка, tb. Кири́ківка)
- Krasnopíl·lia (Краснопі́лля)
- Lýpova Dolyna (Ли́пова Доли́на)
- Nedryhàiliv (Недрига́йлів)
- Nyzý (Низи́)
- Svessà (Свеса́)
- Stepànivka (Степа́нівка)
- Terný (Терни́)
- Uhroïdy (Угроїди, amb l'accent marcat: Угрої́ди)
- Uliànivka (Уля́нівка)
- Khotín o Khotíny (Хоті́нь)
- Txervoné (Червоне́, "rojals", "rogenc", "vilarroja")
- Txupàkhivka (Чупа́хівка)
- Xalýhyne (Шали́гине)
- Iàmpill (Я́мпіль)

## Cultura

### Llocs i dades d'interès
- Església de fusta al poble de Kamiané (Кам'яне́)
- El museu d'art de la capital és l'orgull de l'óblast de Sumi i una de les col·leccions importants d'art del país.
- La ciutat de Sumi mateixa és un centre d'interès.
  - Glorieta o pavelló emblemàtica de Sumi, de fusta treballada, al centre de la ciutat. Aquesta petita joia és tot un símbol de la ciutat i data del segle xix o principis del xx.
- El "patí rodó" o "Cal patí rodó" ("Круглий двір") és un preciós palau de planta ovalada de mitjan segle xviii que s'assembla a una petita fortalesa. Té 4 torres rodones i es troba a la ciutat de Trostianets (Тростянець). Al segle xix, es va amenitzar un amfiteatre al pati central per servir de teatre a l'aire lliure, o "teatre estiuenc". És un conjunt únic a Ucraïna d'entre els edificis de la seva època i va ser votada com una de les possibilitats per les "7 meravelles d'Ucraïna" i és ua de les "7 meravelles de l'óblast de Sumi").
  - "Cal pati rodó" (Круглий двір) a Trostianets a principis de s.XX.
- Monestir de Sofròniv (Софро́ніївський монасти́р, nom complet: Софронієво-Мовчанська печерська пустинь Різдва Пресвятої Богородиці), és un monestir de monjos ortodoxos que data del segle xvii (fou fundat circa 1630).
- Monument al mamut (Пам'ятник мамонтові), del poble de Kulixivka (Куліші́вка), en memòria a la troballa dels primers ossos de mamut a Ucraïna. El 1839, l'Ivan Ióssypovytx Kalynytxenko (Іван Йосипович Калиниченко), un destacat científic i naturalista ucraïnès, descobreix i exhuma un esquelet de mamut ben conservat prop de la ribera del Khus (Хусь). Fou la primera troballa d'ossos de mamut a Ucraïna i fou sonat, pel bon estat de les peces. El monument, del 1841, també marca un punt de la frontera de l'època entre l'imperi Rus i la Confederació de Polònia i Lituània o imperi Polonès.
- Església al monestir de Hlynska pustyn (desert de Hlynske) a la vila de Iàmpill (Я́мпіль).

### Personatges
- Oleksandr Bohomàzov (Олекса́ндр Костянти́нович Богома́зов, Oleksandr Kostiantýnovytx Bohomàzov, poble de Iàmpill, Gubèrnia de Khàrkiv, imperi Rus, ara una vila de l'óblast de Sumi, 1880 - Kíiv, 1930) — pintor, grafista, pedagog i teorètic ucraïnès de l'avantguarda, fou un destacat representant del cubofuturisme i del spectralisme.

## Economia

### Infraestructura

#### Zona fronterera
La frontera entre Rússia i l'óblast de Sumi comprèn 298 km. Hi ha tres punts de comunicació internacional ferroviària (a Волфіне, Volfine, Пушкарне, Puixkarne i Зерново, Zernovo) i cinc punts de comunicació internacional (punts de control) per carretera (als pobles de Бачівськ, Batxivsk, Катеринівка, Katerýnivka (un dels 4 pobles de l'óblast homònims), Рижовка, Ryjovka, Юнаківка i Iunakivka, i l'assentament de tipus urbà, Велика Писарівка, Velyka Pýssarivka).

## Galeria d'imatges

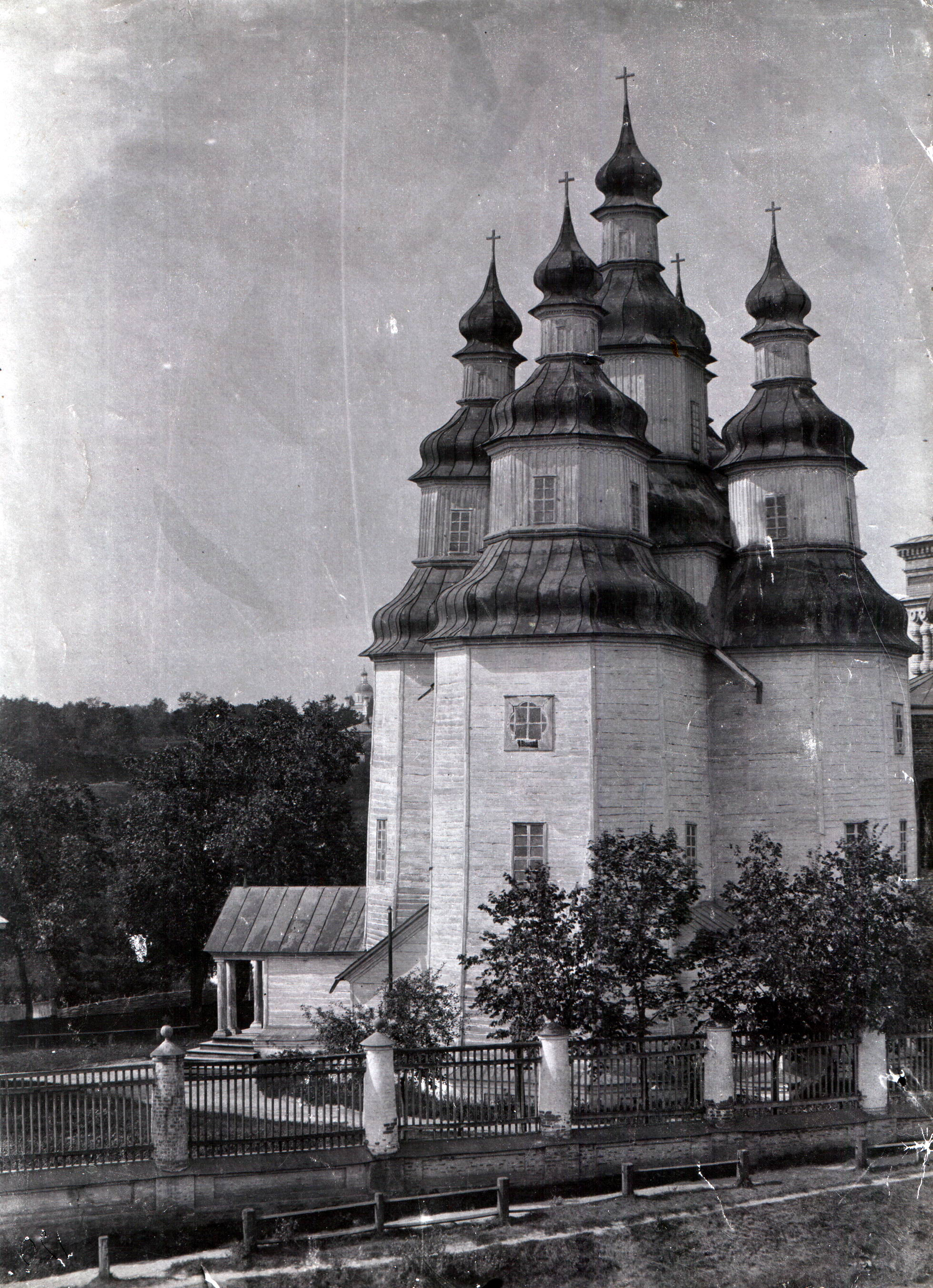
Església del a Romný, poc abans del seu trasllat a Poltava el 1908. El 1945 es va cremar.

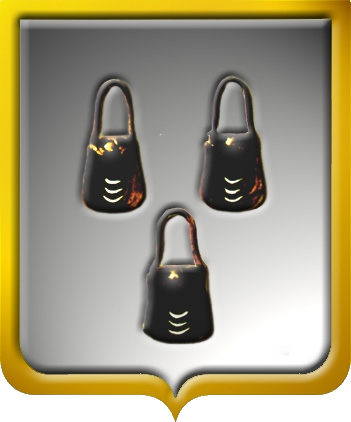
Escut de la ciutat històrica de Sumi on s'aprecien 3 bossetes.
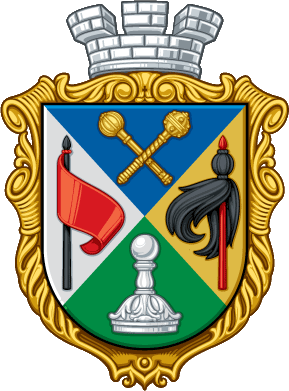
Un emblema d'Ucraïna, que en conjunt representa un escut, la maça, i puchatku prapot (Глу́хів).
Escut de la vila de Nedryhàliv (Недрига́йлів), situada a la vora del riu Sulà.
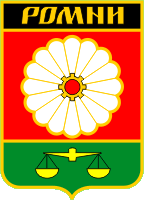
Escut de la ciutat històrica de Romní (Ромни́).
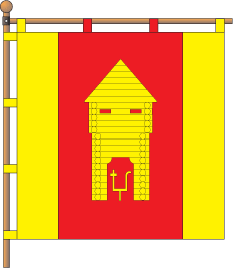
Senyera de la ciutat històrica de Putyvl (Пути́вль).
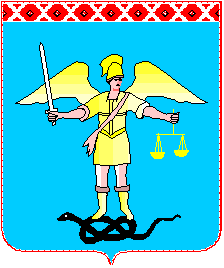
Escut de la ciutat històrica de Krolevets.
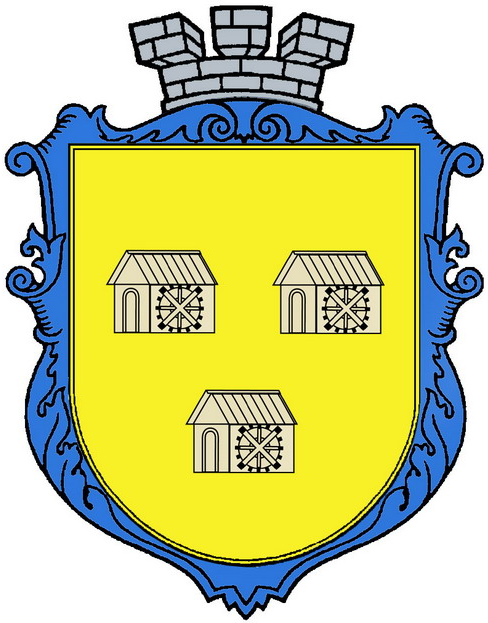
Escut de la ciutat històrica de Bilopíllia.
Escut de la ciutat històrica de Konotop.
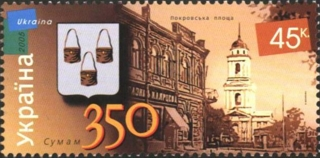
Segell ucraïnès del 2005 - "Sumi, 350 anys".
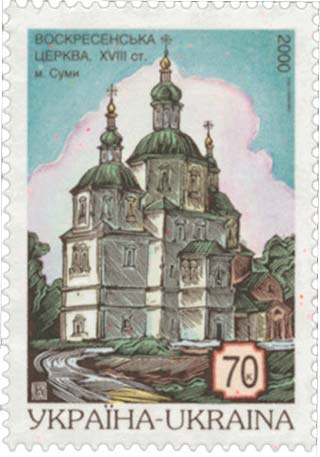
Segel mostrant l'església de la resurrecció a Sumi.